# فيديريكو جوردن
فيديريكو جوردن (بالإسبانية: Federico Jordan)‏ هو رسام توضيحي ورسام مكسيكي، ولد في 2 أبريل 1969 في توريون في المكسيك.